# Старая Ропа
Старая Ропа (укр. Стара Ропа) — село в Старосамборской городской общине Самборского района Львовской области Украины.
Население по переписи 2001 года составляло 857 человек. Занимает площадь 2 км². Почтовый индекс — 82068. Телефонный код — 3238.